# فرودگاه تاسکولا
فرودگاه تاسکولا  (به انگلیسی: Tuscola Airport)  یک فرودگاه همگانی باربری  است که یک باند فرود شن دارد و طول باند آن ۸۱۱ متر است. این فرودگاه در  کشور ایالات متحده آمریکا قرار دارد و در ارتفاع ۲۰۳ متری از سطح دریا واقع شده است.